# Aleksandr Anufriev
Aleksandr Aleksandrovič Anufriev (in russo Александр Александрович Ануфриев?; Ižma, 1º giugno 1926 – Pečora, 26 settembre 1996) è stato un mezzofondista sovietico.

## Palmarès

### Olimpiadi
- Bronzo a Helsinki 1952 nei 10000 metri piani.